# کوشک ابول
کوشک ابول، روستایی از توابع بخش مرکزی شهرستان کهگیلویه در استان کهگیلویه و بویراحمد ایران است. بنیان گذار این روستا عباسقلی خان جهانبخش از خوانین دشمن زیاری میباشد.

## جمعیت
این روستا در دهستان راک قرار دارد و براساس سرشماری مرکز آمار ایران در سال ۱۳۸۵، جمعیت آن ۶۰۹ نفر (۱۳۴خانوار) بوده‌است.